# Carlos Martínez
Carlos Martínez (sinh ngày 27 tháng 6 năm 1986) là một cầu thủ bóng đá người Tây Ban Nha.

## Sự nghiệp câu lạc bộ
Carlos Martínez đã từng chơi cho Tokyo Verdy.